# Ginsterkopf
Der Ginsterkopf zwischen Brilon-Wald und Elleringhausen im nordrhein-westfälischen Hochsauerlandkreis ist ein 663,3 m ü. NHN hoher Berg im Rothaargebirge.

## Geographie

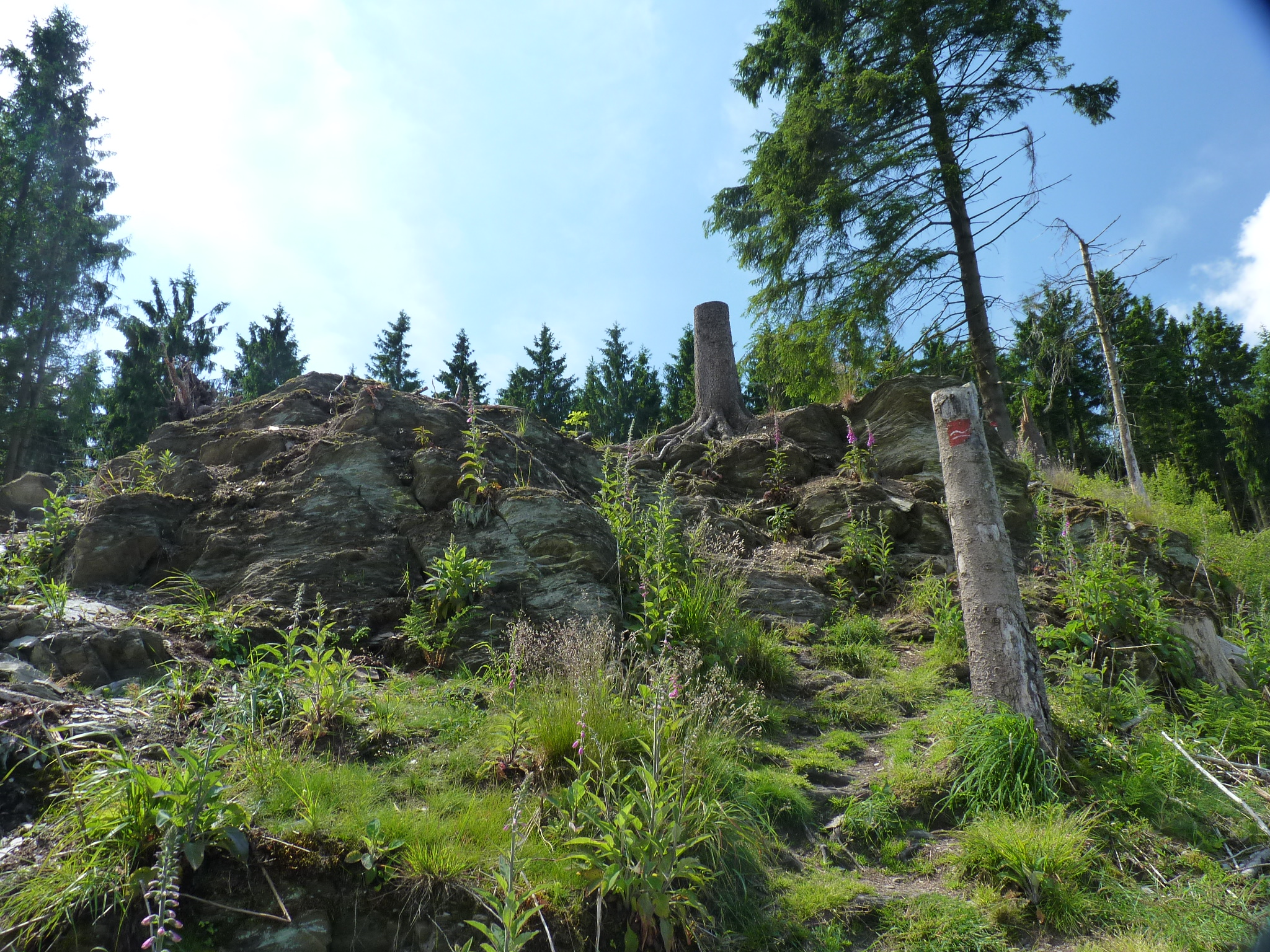
Schieferklippen der mittleren Kuppe des Ginsterkopfs; am Rothaarsteig

### Lage
Der im Sauerland befindliche Ginsterkopf liegt im Nordostteil des Rothaargebirges westlich vom im Tal der Hoppecke gelegenen Brilon-Wald (südlicher Stadtteil von Brilon) und östlich vom im Tal des Gierskoppbachs befindlichen Elleringhausen (südöstlicher Stadtteil von Olsberg), wobei die Grenze beider Städte über seinen Gipfel verläuft.

### Naturräumliche Zuordnung
Der Ginsterkopf gehört in der naturräumlichen Haupteinheitengruppe Süderbergland (Nr. 33), in der Haupteinheit Rothaargebirge (mit Hochsauerland) (333) und in der Untereinheit Hochsauerländer Schluchtgebirge (333.8) zum Naturraum Habuch (333.83), wobei sein Gelände im Westen in den Naturraum Ramsbecker Rücken und Schluchten (333.81) und im Südwesten in den Naturraum Bödefelder Mulde (mit Assinghauser Grund) (333.80) abfällt.

### Berghöhe und -kuppen
Die auf vielen Karten unbenannte Südkuppe (⊙) (des Ginsterkopfs) - hieß schon im 13. Jh. „Klockliet“ und ist laut einer auf topographischen Karten verzeichneten Höhenangabe 663,3 m hoch. Die üblicherweise mit Ginsterkopf beschriftete Mittelkuppe (⊙) wurde in der Uraufnahme von 1836 mit „Die Knaupe“, im 16. Jh. als „Lymberg“ sowie heute als „Hoher Limberg“ benannt und ist laut einer auf dieser Karte genannten Höhenangabe 661 m hoch. Die wiederum unbenannte Nordkuppe (⊙) laut dort ersichtlicher oberster Höhenlinie mindestens 640 m.
Zwischen Süd- und Mittelkuppe („Klockliet“ und „Hoher Limberg“) liegt eine 621,3 m hohe Scharte und zwischen Mittel- und Nordkuppe („Hoher Limberg“ und „Ginsterkopf“) eine 618 m hohe Scharte. Beide machen deutlich, dass es nicht drei verschiedene Berge sind, da die Schartenhöhen nur wenige Meter unterhalb der drei Kuppengipfel liegen. Die Berghöhe liegt entlang des Briloner Schnadezug.
Nahe der 661,0 m hohen Mittelkuppe von „Hoher Limberg“ ist topographischen Karten eine 657,3 m hohe Stelle zu entnehmen.
In Wanderkarten u. a. m. findet man den „Ginsterkopf“ zwischen dem „Borberg“ und der „Rhein-Weser-Wasserscheide“. Der „Ginsterkopf“ 640 m, liegt als nächste Erhebung neben bzw. südlich vom „Habberg“ 653 m. Weiter in südlicher Richtung folgt dann die äußerst markante Felsenklippe vom „Hoher Limberg“ 661 m und schließlich die höchste Erhebung der „Klockliet“ mit 663 m. Zwischen diesen beiden Bergkuppen liegen laut Flurkarte die sogenannten „3 Gruben“.

### Rhein-Weser-Wasserscheide
Über „Klockliet“, „Hoher Limberg“, Ginsterkopf und den nördlich davon befindlichen Habberg (653,3 m) verläuft die Rhein-Weser-Wasserscheide: Während das Wasser des westlich fließenden Gierskoppbachs durch die Ruhr in den Rhein entwässert, verläuft jenes der östlich befindlichen Hoppecke durch die Diemel in die Weser. Im Übergangsbereich zwischen beiden Bergen entspringt der kleine Gierskoppbach-Zufluss Habbecke und auf der Westflanke der Ginsterkopf-Südkuppe die Düsmecke als Zufluss der Limmecke (Limmeke). Südöstlich vorbei an dieser Kuppe fließt der Hoppecke-Zufluss Schmala (Schmalah, Schellhornbach).

## Schutzgebiete
Auf den Ostbereichen des Ginsterkopfs liegt das Landschaftsschutzgebiet Hoppecke-Diemel-Bergland <Landschaftstyp A> (CDDA-Nr. 345020; 1989 ausgewiesen; 78,03 km² groß) und auf seinen Westteilen das Landschaftsschutzgebiet Olsberg (CDDA-Nr. 345105; 2004; 79,52 km²).

## Verkehr und Wandern
Östlich des Ginsterkopfs verläuft im Tal der Hoppecke durch Brilon-Wald die Bundesstraße 251 und südlich, südwestlich und westlich von Brilon-Wald nach und durch Elleringhausen entlang der Schmala und des Gierskoppbachs die Landesstraße 743. Durch den Übergangsbereich zum Habberg führt der 1.393 m lange Elleringhauser Tunnel der Oberen Ruhrtalbahn. Über die westlichen Hochlagen des Ginsterkopfs verläuft der Rothaarsteig und über den Bergkamm mit dem Gipfel der 1,6 km lange Nebenweg Klettervariante Ginsterkopf. Zum Gipfel führen mehrere Pfade.